# Arthur Boka
Arthur Boka (2 de Abril de 1983) é um ex-futebolista da Costa do Marfim. Seu último clube foi o Atlético Marbella da Espanha.

## Carreira
Como outros futebolistas famosos da Costa do Marfim, ele começou a carreira no clube de sua terra natal ASEC Mimosas. Na Europa jogou na França e na Alemanha, onde teve uma longa passagem pelo Stuttgart ganhando a Bundesliga na temporada 2006/2007.

## Seleção nacional
Pela seleção da Costa do Marfim, Boka é uma figura constante sendo titular da lateral esquerda desde a Copa do Mundo de 2006, atuando todos os jogos da seleção. Integrou o elenco da Seleção Marfinense de Futebol, na Copa do Mundo de 2010. Também foi titular na Copa do Mundo de 2014 no Brasil.

## Titulos

### Stuttgart
- Bundesliga: 2006-2007

Costa do Marfim
- Campeonato Africano das Nações: 2012 - 2º Lugar